# George Francis Daniel
George Francis Daniel (ur. 23 kwietnia 1933 w Pretorii) – południowoafrykański duchowny rzymskokatolicki, w latach 1975-2008 arcybiskup Pretorii i 1976-2008 ordynariusz polowy Południowej Afryki.

## Życiorys
Święcenia kapłańskie przyjął 19 grudnia 1964. 28 kwietnia 1975 został prekonizowany arcybiskupem Pretorii. Sakrę biskupią otrzymał 3 sierpnia 1975. 26 marca 1976 został mianowany ordynariuszem polowym Południowej Afryki. Od tego czasu zajmował jednocześnie oba stanowiska. 24 listopada 2008 przeszedł na emeryturę.